# Sandhem

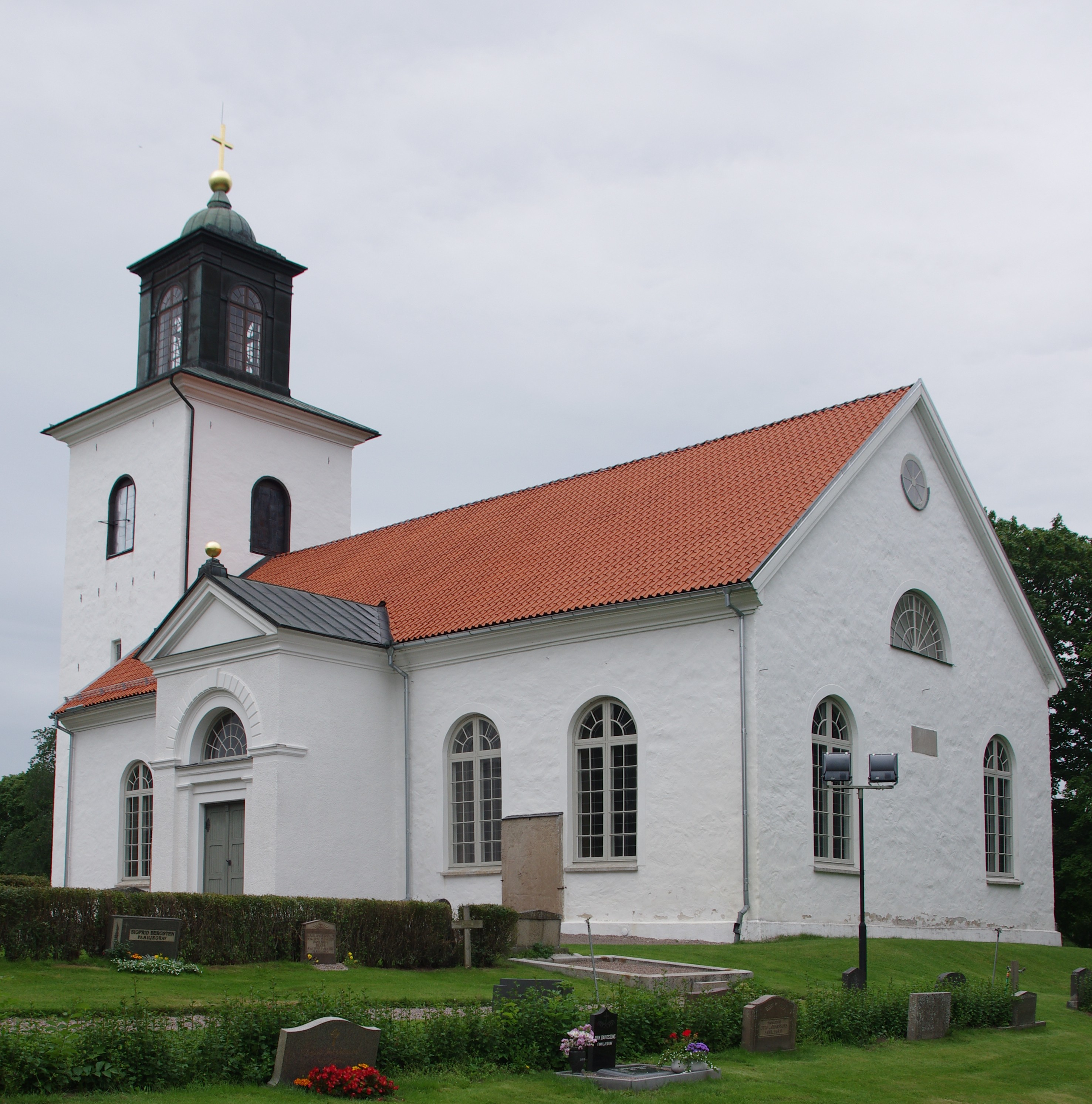
Église de Sandhem

Sandhem est une localité de Suède, située dans le Comté de Jönköping. Sa population était de 6 883 habitants en 2010.